# Kris Wu

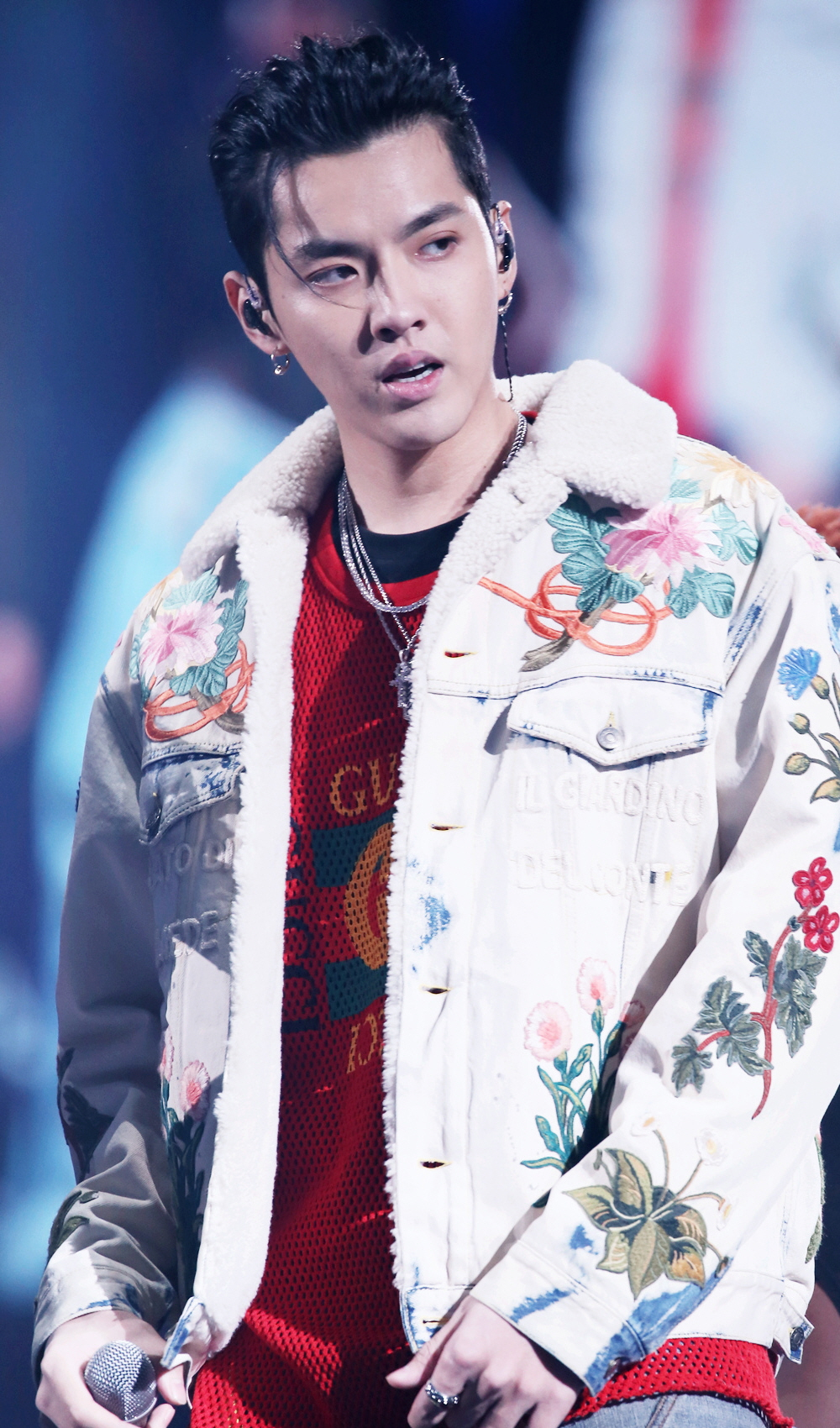
Kris Wu (2017)

Wu Yifan (* 6. November 1990; vereinfachtes Chinesisch: 吴亦凡; traditionell Chinesisch: 吳亦凡; Pinyin: Wú Yìfán), auch unter seinem Mononym Kris oder Kris Wu bekannt, ist ein chinesischer Schauspieler, Rapper, Sänger (C-Pop, Mandopop, K-Pop, Hip-Hop, R&B) und verurteilter Sexualstraftäter mit kanadischer Nationalität. Er ist ein ehemaliges Mitglied der südkoreanisch-chinesischen Band EXO und deren Untergruppe EXO-M, die er aufgrund von Vertragsstreitigkeiten mit S.M. Entertainment im Mai 2014 verließ.
Im November 2022 wurde er von einem Gericht in Peking, wegen Vergewaltigung in drei Fällen und Steuerhinterziehung, zu zwei Freiheitsstrafen von insgesamt mehr als 13 Jahren verurteilt.

## Frühes Leben
Wu wurde als Li Jiaheng (chinesisch: 李嘉恒, Pinying: Lǐ Jiāhéng) geboren, doch als er älter wurde, musste er seinen echten Namen aufgeben, und änderte ihn zu Wú Yifán. Er wurde in Guangzhou, Guangdong, China geboren.
Als er zehn Jahre alt wurde, zog er mit seiner Mutter nach Vancouver, Kanada. Er kehrte mit 15 wieder zurück nach China und ging für eine kurze Zeit auf die Guangzhou No. 7 Middle School. Später ging er zurück zu seiner Mutter und besuchte die Point Grey Secondary School und die Sir Winston Churchill Secondary School.
Mit 18 Jahren nahm Kris Wu an einem Vorsingen von S.M. Entertainments Canadian Global Audition teil, das am 14. Oktober 2007 in Vancouver stattfand. Nachdem er dies bestanden hatte, zog er im Januar 2008 nach Südkorea, um beim S.M. Entertainment als Trainee anzufangen.

## Karriere

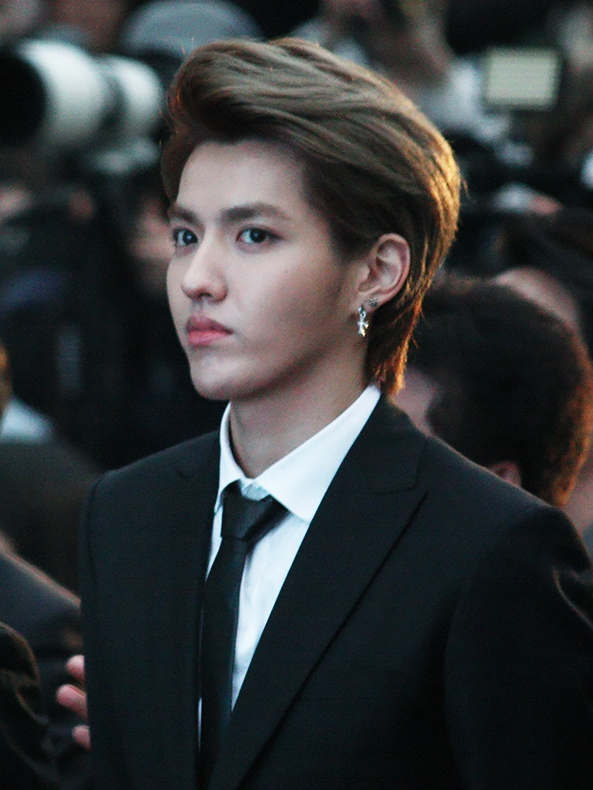
Kris Wu (2014)

### 2012–2014: EXO
Kris Wu wurde am 17. Februar 2012 als elftes Mitglied von EXO vorgestellt, die ihren ersten Song „MAMA“ am 8. April 2012 herausgaben. Die Band gewann schnell an Popularität und nach nur einem halben Jahr war sie zu einer von Südkoreas beliebtesten K-Pop-Gruppen geworden. Mit ihrem ersten Album „XOXO“ und dem Titelsong „Growl“ erreichte EXO 2013 einen massiven Erfolg. Es wurde zum ersten Album einer südkoreanischen Band in zwölf Jahren, von dem über eine Million Kopien verkauft wurden, und es war auf Platz zwölf der meistverkauften Alben in Südkorea. Wus letzte Aktivität war zum zweiten Album Overdose, das am 7. Mai 2014 veröffentlicht wurde und zum bestverkauften Album 2014 in Korea wurde.

### 2014–2015: Schauspieldebüt und Gewinn an Popularität
Im Juli 2014 veröffentlichte Kris Wu seinen ersten Solosong „Time Boils the Rain“ als Teil des Soundtracks zum chinesischen Film „Tiny Times 3“. Laut Weibo Music wurde der Song in kürzester Zeit über eine 1 Million Mal abgespielt und war einer der Songs, der diese Marke am schnellsten überschritt. Im selben Jahr wurde er zum jüngsten Prominenten, der eine Wachsfigur in Madame Tussauds Shanghai bekam.
Seinen ersten Schauspielauftritt hatte Wu im Film „Somewhere Only We Know“, der ab 14. Februar 2015 in den chinesischen Kinos zu sehen war und innerhalb von sechs Tagen nach der Veröffentlichung bereits 37,81 Millionen US-Dollar einspielte. Dort spielte er nicht nur die Hauptrolle, sondern steuerte auch einen Song mit dem Titel „There Is A Place“ zum Soundtrack bei. Dieser brach seinen vorigen Rekord bei Weibo Music. Wu gewann den „Best Newcomer Award“ beim Beijing College Student Film Festival.
Im Mai 2015 wurde Kris Wu von Vogue China eingeladen, die Met Gala zu besuchen. Zusammen mit Chen Kun war Wu der erste chinesische Schauspieler, der auf dem roten Teppich erschien. Während der Met-Gala veröffentlichte das InStyle-Magazin, dass Wu zu den Top 4 der Personen zählt, über die am meisten getwittert wird, hinter Justin Bieber, Rihanna und Beyoncé.
Im November veröffentlichte Kris seine erste Single „Bad Girl“ als Geschenk für seine Fans. Er war sowohl am Text, als auch an der Komposition beteiligt.
Kris Wu filmte im November seinen zweiten Film „Mr. Six“. Für diesen gewann er den „Strong New Actor Award“ für seine Performance.
2015 erschien Wu auf den Covern von 17 Magazinen, unter anderem bei Harper’s Bazaar, Marie Claire, Grazia, L’officiel Hommes and Vogue China (zusammen mit Kendall Jenner und wurde somit das erste männliche Model auf der Titelseite, seit das Magazin 2005 veröffentlicht wurde). Bei den Sina Weibo Awards 2015 wurde Kris Wu der Titel „Weibo King“ verliehen.

### 2016 bis heute: Kritische Anerkennung und internationaler Durchbruch
Im Jahr 2016 hatte Kris Wu seinen ersten Auftritt bei der „Blueberry’s Fall 2016 Men’s Show“ in London.
Später nahm er am 2016 NBA All-Star Game als Spieler für Kanada teil. Gecoacht wurde er von Rapper Drake.
Neben Liu Yifei spielte Wu im Juli 2016 in „Never Gone“ mit. Der Film nahm am ersten Tag über 100 Millionen Yuan ein. Im folgenden Monat spielte Kris zusammen mit Han Geng und Joo Won im romantischen Melodrama „Sweet Sixteen“ mit und bekam positive Rückmeldungen für sein Schauspiel. Er gewann beim „Shanghai International Film Festival“ den „Newcomer with the Most Media Attention Award“. Wu veröffentlichte auch einen selbst geschriebenen Song als Teil vom Soundtrack mit dem Titel „From Now On“.
Sowohl von den Zuschauern als auch von Kritikern des Filmes „L.O.R.D: Legend of Ravaging Dynasties“ wurde Kris im September für seinen Auftritt gelobt.
Im November veröffentlichte er seine erste englische Single „July“ als Teil seines Geburtstagskonzerts. Es ist die erste Single eines chinesischen Künstlers, der es in die Top-50-Charts von iTunes in den USA schaffte.
Kris Wu wurde für Luc Bessons Film Valerian – Die Stadt der tausend Planeten gecastet, der im Juli 2017 veröffentlicht wurde. Dort spielt er neben Dane DeHaan und Cara Delevingne die Rolle des Sergeant Neza.
Caruso gab bekannt, dass Wu in seinem Action-Film XXX: Die Rückkehr des Xander Cage zusammen mit Vin Diesel, Samuel L. Jackson und Deepika Padukone mitspielen wird. Der Film kam im Januar 2017 in die Kinos.

## Verurteilung wegen Vergewaltigung
Am 17. Juli 2021 wurden Vorwürfe des sexuellen Missbrauchs gegen Wu öffentlich gemacht. Demnach beschuldigt eine 20-jährige Studentin Wu, diese im Alter von 17 Jahren unter falschen Versprechungen zu sich nach Hause eingeladen und dort versucht zu haben, mit ihr unter Alkoholeinfluss Geschlechtsverkehr zu haben. Sie gab weiterhin an, dass sie mehrere Personen kenne, die eine ähnliche Situation mit Wu erlebt hätten. Wus Management soll der Studentin 500.000 Yuan Schweigegeld (umgerechnet etwa 65.000 €, Stand August 2021) angeboten haben. Die Vorwürfe führten dazu, dass zahlreiche Werbeverträge mit Wu aufgelöst wurden. Der Modehersteller Louis Vuitton kündigte an, den Vertrag vorläufig auszusetzen, die weiteren Ermittlungen abzuwarten und danach eine finale Entscheidung zu treffen.
Anfang August 2021 wurde Wu in Peking von der chinesischen Polizei festgenommen. In einem ersten Verfahren wurde er dann im November 2022 durch ein Gericht in Peking zu einer Strafe von 11 Jahren und 6 Monaten wegen Vergewaltigung sowie einer Strafe von einem Jahr und 10 Monaten für das „Verbrechen der Versammlung von Menschen zum Ehebruch“ verurteilt.

## Filmografie
- 2015: Somewhere Only We Know (有一个地方只有我们知道)
- 2015: Mr. Six (老炮儿)
- 2016: The Mermaid (美人鱼)
- 2016: So Young 2: Never Gone ('致青春2:原来你还在这里')
- 2016: Sweet Sixteen (夏有乔木，雅望天堂)
- 2016: L.O.R.D: Legend of Ravaging Dynasties (爵迹)
- 2017: Journey to the West: Conquering the Demons 2 (西遊伏妖篇)
- 2017: xXx: Die Rückkehr des Xander Cage (xXx: Return of Xander Cage)
- 2017: Valerian – Die Stadt der tausend Planeten (Valerian and the City of a Thousand Planets)
- 2017: Europe Raiders (欧洲攻略)

## Diskografie

### Studioalben
| Jahr | Titel   | Höchstplatzierung, Gesamtwochen, AuszeichnungChartsChartplatzierungen (Jahr, Titel, Platzierungen, Wochen, Auszeichnungen, Anmerkungen) | Anmerkungen                                                |
| Jahr | Titel   | US | Anmerkungen                                                |
| ---- | ------- | --- | ---------------------------------------------------------- |
| 2018 | Antares | US100 (1 Wo.)US | Erstveröffentlichung: 2. November 2018 Verkäufe: + 358.345 |

### Singles
| Jahr | Titel Album       | Höchstplatzierung, Gesamtwochen, AuszeichnungChartsChartplatzierungen (Jahr, Titel, Album, Platzierungen, Wochen, Auszeichnungen, Anmerkungen) | Anmerkungen                        |
| Jahr | Titel Album       | US | Anmerkungen                        |
| ---- | ----------------- | --- | ---------------------------------- |
| 2018 | Like That Antares | US73 (1 Wo.)US | Erstveröffentlichung: 18. Mai 2018 |

Weitere Singles
- 2014: Say Yes (mit Jessica und Krystal)
- 2014: Time Boils The Rain (时间煮雨)
- 2014: There is a Place (有一个地方)
- 2015: Bad Girl
- 2015: Greenhouse Girl (花房姑娘)
- 2016: From Now On (从此以后)
- 2016: July
- 2016: Sword like a Dream (刀剑如梦)
- 2016: Good Kid (乖乖) (mit Tan Jing)
- 2017: Juice
- 2017: 6
- 2017: Deserve (feat. Travis Scott)
- 2017: B.M.
- 2018: 18
- 2018: Tian Di